# Giovanni Battista Fontana
Giovanni Battista Fontana detto del violino (Brescia, 1589 – Padova, 7 ottobre 1630) è stato un compositore e violinista italiano.

## Biografia
Gli scarsi documenti danno poche indicazioni sulla sua vita. La prefazione di Giovanni Battista Reghino alla raccolta Sonate à 1, 2, 3 per violino, o cornetto, fagotto, chitarone, violoncino e simile altro istromento, pubblicata postuma nel 1641, lo descrive come  "uno dei più singolari virtuosi, che abbia avuto la sua età, nel toccare di Violino". Sempre nello stesso documento, si afferma che Fontana aveva lavorato a Brescia, poi a Venezia, Roma, e infine a Padova dove si era espresso con pienezza il suo talento di compositore.
Morì nel 1630 di peste.
È stato uno dei più antichi compositori di musica per violino.

## Composizioni
La già citata raccolta postuma Sonate a 1. 2. 3. contiene 18 sonate: le prime 6 sono per violino e basso continuo; la VII, VIII e XI sono per due violini e basso continuo; la IX, X e XII per fagotto, violino e basso continuo; la XIII, XIV, XV, XVII e XVIII per fagotto, due violini e basso continuo; la XVI, infine, per tre violini e basso continuo. Secondo Willi Apel, "lo stile di Fontana è simile a quello di Dario Castello ma certamente più moderno, nel senso che tende verso passaggi inusuali,  sorprendenti e fantastici, nei quali la mentalità del primo barocco si manifesta con eccezionale chiarezza. Fontana è probabilmente il più importante compositore della musica violinistica del primo barocco, grazie alla sua padronanza tanto dello stile virtuoso che di quello cantabile del violino e del fagotto".